# Боню Ангелов
Боню Ангелов Стоянов е български филолог, литературовед и изворовед, професор, работил в областта на палеославистиката, средновековната българска и руска литература, литературата на Възраждането.

## Биография
Роден е на 6 януари 1915 г. в Горно Паничерево (днес село Ягода), Казанлъшко. Основно образование получава в родното си село, а средно – в смесената гимназия в Казанлък (1929–1934). За участие в ученическа стачка е изключен от гимназията в Казанлък и завършва като частен ученик в Стара Загора (1934). Следва славянска филология в Софийския университет „Св. Климент Охридски“ (1934–1938).
Боню Ангелов учителства последователно в Плевен, Карлово и Казанлък, директор е на Казанлъшката мъжка гимназия (1944–1945). От 1946 г. е научен сътрудник в Българска академия на науките – отначало в Института за български език, а от 1949 г. в новооснования Институт за литература. От 1957 г. е старши научен сътрудник в института.. От 1967 г. е професор. Член е на Българската комунистическа партия.
Умира на 26 октомври 1989 г. в София.

## Творчество
Научните интереси на Боню Ангелов се съсредоточават върху Кирило-Методиевата проблематика, Паисиевата епоха, руско-българските отношения, въпросите около „Слово за похода на Игор“, издаването на старославянски съчинения. Автор е на „Празникът на славянските просветители Кирил и Методий (произход и развитие)“.
Боню Ангелов е един от авторите на първи том от „История на българската литература“ (1962). Съавтор е на учебници за гимназии и за учителски институти. Участва в издаването на съчиненията на Климент Охридски (том първи, 1970).